# 山崎泉
山崎 泉（やまざき いずみ、1942年10月8日 - ）は、日本の政治家。元民主党衆議院議員（1期）。

## 来歴
長崎県南松浦郡出身。1961年上五島高校卒。民間会社勤務を経て、1966年郵便局に務める。全逓に入り、1990年全逓長崎地区本部委員長と県評センター副議長に就任。1993年の総選挙に日本社会党から旧長崎2区で当選。1期務めた。その後社会民主党を経て1996年に民主党に参加する。同年の総選挙で長崎4区から立候補したが落選。1998年西岡武夫の長崎県知事選挙に伴う補欠選挙に長崎1区から立候補したが落選した。